# Virémie
La virémie est le taux de particules virales (ou charge virale) dans le plasma pour un virus donné. Ce titrage est notamment utilisé pour effectuer des contrôles (ex : suivi de la virémie chez les patients séropositifs au VIH).

## Mécanismes
On parle de virémie active lorsqu'il y a réplication du virus et de virémie passive lorsqu'il passe dans le sang, sans qu'il n'y ait de réplication à son point d'entrée.
Le sang n'étant normalement pas en contact avec le milieu extérieur, il existe trois modes d'entrée :
- l'infection directe d'un tissu sain en principe barrière mais présentant une permissivité au virus (ex : muqueuses respiratoire dans le cas de la rougeole), les virus pouvant ensuite atteindre la circulation sanguine soit directement en diffusant jusqu'aux capillaires sanguins, soit indirectement via le système lymphatique (par le drainage des liquides interstitiels jusqu'aux vaisseaux lymphatiques, avant de finalement rejoindre le sang au niveau des veines sous-clavières) ;
- le souillage d'une plaie ouverte (ex : morsure d'un animal porteur de la rage) ;
- la transmission par vecteur (ex : le chikungunya peut infecter donc proliférer dans Aedes aegypti grâce auquel il est transmis par la salive infectée à d'autres hôtes comme Homo sapiens).

La concentration virale dans le sang est déterminée par le taux de réplication dans les tissus permissifs, la vitesse de libération, ainsi que la rapidité avec laquelle le virus va être éliminé (on parle aussi de clairance du pathogène voire de clairance virale).

## Étiologie
Les virus diffusant plus rapidement dans l'organisme grâce au sang, l'infection devient rapidement systémique et peut potentiellement se compliquer en formes graves (ex : rougeole classique évoluant en méningite, forme systématiquement mortelle).

### Infection aiguë
Les particules virales qui échappent aux mécanismes inflammatoires locaux sont souvent transportées par le sang, et engendrent par la suite une infection disséminée. 
Une virémie primaire est le résultat d'une première réplication virale au point d'entrée du virus. La concentration virale pendant une virémie primaire est normalement faible. Concernant le virus, sa présence dans le sang accélère sa dissémination vers d'autres tissus. De là, l'infection va en fonction de son tropisme toucher des tissus ayant une permissivité plus prononcée, qui deviennent des foyers de réplication. S'ensuit une libération considérablement plus élevée de virions qui rejoignent tôt ou tard la circulation sanguine. L'apparition tardive d'une telle concentration virale est nommée virémie secondaire.

### Infection chronique
Une virémie de longue durée se traduit classiquement à l'analyse sanguine par :
- une baisse du nombre de neutrophiles,
- une baisse du nombre de plaquettes,
- une augmentation progressive du nombre de lymphocytes,
- l'apparition de transaminases hépatiques.

On peut également observer des symptômes cutanées (éruptions, rosacées, etc) ainsi qu'une hépatomégalie et/ou une splénomégalie.

## Impact dans l'histoire évolutive des vertébrés
Les chordés et surtout les vertébrés présentent tous des cellules spécifiques du sang. En particulier les leucocytes, les fameux globules blancs, symbolisent les cellules de l'immunité sanguine. Néanmoins des études sur les érythrocytes nucléés d'espèces non mammifères révèlent leur rôle actif dans la réponse antivirale. De même les érythrocytes énucléés des mammifères sont également impliqués dans la réponse antivirale, notamment grâce à l'abondance considérable de glycophorines-A à leur surface, qui leur confèrent un potentiel rôle de "leurre" envers les protéines virales de surface, tel un piège à virions,. On parle même d'épimmunité.